# Limeira
Limeira là một thành phố ở phía đông của bang São Paulo của Brasil. Dân số năm 2017 là 300.911 người và diện tích khu vực là 582,48 km ². Độ cao là 588 m. Nó có cự ly 154 km từ São Paulo, thủ phủ bang, và cách 1011 km so với thành phố Brasilia, thủ đô của Brazil. Thành phố có thể dễ dàng đi từ São Paulo bởi hai đường cao tốc: Rodovia Anhanguera và Rodovia dos Bandeirantes. Đó là trước đây gọi là "thủ đô cam Brazil" bởi vì sản xuất cam quýt lớn xảy ra trong quá khứ. Ngày nay, cây trồng chính được trồng trong thành phố là mía đường.
Limeira còn nổi tiếng với đồ trang sức mạ mới và ngành công nghiệp bán đồ trang sức thu hút khách hàng từ tất cả các nơi trên thế giới, tạo cho thành phố, danh hiệu "thủ đô đồ trang sức mạ của Brazil". Có hơn 450 công ty chịu trách nhiệm cho một nửa xuất khẩu của Brazil trong lĩnh vực này.
==Tham khảo==